# Kudo Taiga
Kudo Taiga (sinh ngày 28 tháng 7 năm 2001) là một cầu thủ bóng đá người Nhật Bản.

## Sự nghiệp câu lạc bộ
Kudo Taiga hiện đang chơi cho Oita Trinita.